# 秋田建三
秋田 建三（あきた けんぞう、1949年3月12日 - ）は、NHKの元チーフアナウンサー。

## 人物
広島県出身。東京都立立川高等学校を経て横浜市立大学卒業後、1971年入局。
初任地は室蘭局で、その後大津局→山口局→東京アナウンス室→富山局→津局→名古屋局→大津局→岐阜局→名古屋局（2006年6月〜）と、全国を転々とした。
大津局のFMリクエストアワーを担当していた当時のニックネームは「大津の海老蔵」。
最後の地となった2度目の名古屋時代はデスク業務を担当した。

## 過去の出演番組
- 大津局
  - FMリクエストアワー
- 津局・岐阜局

　◦  アナウンス統括